# Храмы Кургана
Хра́мы Курга́на — все религиозные организации города Кургана, Россия.

## Русская Православная Церковь
Храмы расположены в порядке их возникновения. Новоделы, построенные на месте или вблизи бывших храмов выделены в подразделы к историческим. Часовни расположены в конце списка.

### Церковь Великомученика Димитрия Солунского (не сохранилась)
Деревянная церковь Великомученика Димитрия Солунского построена около 1689 года, когда слобода ещё находилась на Арбинском яру близ Царёва кургана. После перенесения Царёва Городища на новое место одновременно с крепостью была возведена и деревянная церковь. В 1710-е годы храм в документах именуется Димитриевским, а к 1740 году — Христорождественским. На месте первой Димитриевской церкви в Царёвом Городище был установлен деревянный поклонный крест, который простоял более ста лет.

#### Часовня в честь Животворящего Креста Господня (не сохранилась)
На месте поклонного креста выстроена часовня в честь Животворящего Креста Господня, которая стала второй часовней, приписной к Богородице-Рождественскому собору. Проект этой часовни был исполнен архитектором Н. А. Юшковым и одобрен 17 февраля (1 марта)  1886 года тобольским губернатором. Часовня не сохранилась.

### Христорождественская церковь (не сохранилась)
Деревянная Христорождественская церковь имела два престола: главный — во имя Рождества Христова и придельный — в честь Димитрия Солунского. Сгорела в ночь на 30 апреля (11 мая)  1763 года. Для отправления богослужений и исправления церковных треб до освящения нового храма «мирским коштом» было куплено бывшее помещение канцелярии Сибирского драгунского полка «о двух покоях», к которому пристроили алтарь.
5 (16) июня 1763 года выдана Храмозданная грамота. Заложена 13 (24) июля 1765 года, датой постройки всегда значился 1767 год. 13 (24) августа 1778 года Ялуторовскому заказчику протопопу Иосифу Нагибину была выслана благословенная грамота от имени епископа Тобольского и Сибирского Варлаама, а также антиминс для выстроенной в Курганской слободе каменной церкви, которую ему предписывалось освятить «соборне» с местным причтом. До 1805 года храм во всех документах именовался Христорождественским, а с этого года — Троицким.

#### Свято-Троицкий собор (не сохранился)

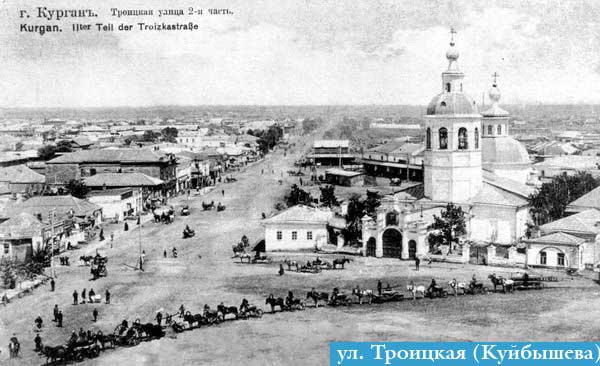
Троицкий собор. Фото нач. XX в.

Троицкий собор построен в 1767 году, до 1805 года именовался Христорождественским, а с этого года — Троицким. Можно предположить, что к 1805 году церковь достроили и освятили главный холодный престол в честь Троицы. Первый известный капитальный ремонт здания был проведён в 1-й половине 1830-х годов с переустройством кровли, обновлением иконостасов. В 1864 году был второй капитальный ремонт при материальной поддержке старосты храма курганского купца Дмитрия Ивановича Смолина. В 1891 году церковь снова капитально ремонтировали внутри и снаружи. В 1901—1905 годах, когда старостой был курганский купец Иван Павлович Колпаков, производится очередной ремонт. При этом в 1901 году по благословению епископа Тобольского и Сибирского Антония в алтарях были сняты престолы для того, чтобы выложить под ними фундаменты. По окончании этих работ состоялось повторное освящение придельных алтарей и главный престол.
24-25 июля 1922 года в Троицкой церкви прошёл уездный съезд духовенства и мирян, на котором было принято решение прекратить всякое общение с Тобольским епархиальным начальством, оставшимся в ведении патриарха Тихона, и образовать самостоятельную обновленческую Курганскую епархию, перешедшую вскоре под управление Уральской митрополии. Община Троицкой церкви в 1924 году порывает с обновленчеством и переходит в подчинение «тихоновского» Ялуторовского епископа Серафима.
В феврале 1937 года горсовет «ввиду серьёзной угрозы обрушения сводов здания, во избежание могущих в связи с этим быть человеческих жертв» просил Курганский райисполком возбудить перед Челябинским облисполкомом вопрос о закрытии церкви. Вопрос был решён положительно и 25 мая 1937 года. Троицкая церковь была закрыта, а в июне началось изъятие церковного имущества. До апреля 1940 года здание занимал склад конторы «Заготзерно», затем здание передано Курганскому районному музею. В годы Великой Отечественной войны в храме размещалась столовая Сталинградского военного танкового училища, после войны — магазины (промтоварный, хлебный, «Динамо» и «Союзохота»), склады и столовая, а в угловом доме — горком комсомола. В октябре 1956 года Совет Министров РСФСР разрешил открыть Троицкую церковь, но областные и городские власти приняли решение о разборке здания «в связи с его аварийным состоянием». 24 мая 1957 года храм был взорван.

#### Свято-Троицкий собор (действует)

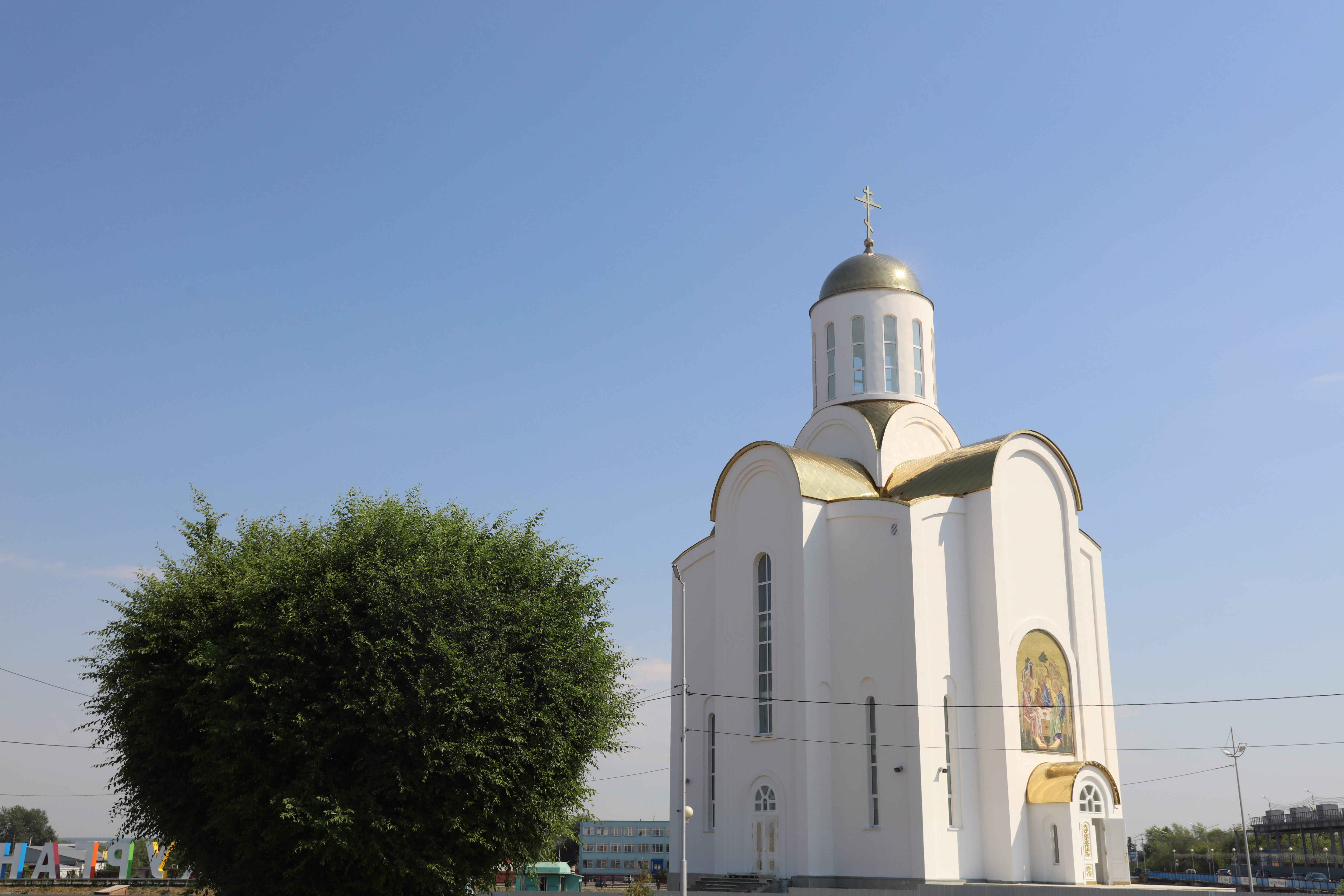
Троицкий собор.

Южнее взорванного в 1957 году Свято-Троицкого собора, на берегу реки Тобол 26 августа 2017 года Патриарх Московский и всея Руси Кирилл совершил освящение закладного камня в основание Свято-Троицкого храма в Кургане. Меценатом строительства выступил сенатор Сергей Николаевич Муратов. 27 ноября 2021 года митрополит Даниил совершил чин великого освящения Свято-Троицкого собора. Снаружи церковь украшает 6-метровая мозаичная икона Святой Троицы. В верхнем приделе установлен семиярусный иконостас. Иконостас в нижнем соборном храме в честь Казанской Чимеевской иконы Божией Матери смонтировали мастера из Далматовского монастыря. Перед зданием в октябре 2021 года установлена скульптура ангела. Она представляет собой копию скульптуры Бориса Орловского, изготовленной по проекту Огюста Монферрана, которая установлена на вершине Александровской колонны на Дворцовой площади Санкт-Петербурга, высота бронзовой фигуры ангела — 3,6 м. Гранитного постамента — 4 . Фигуру отливали в мастерской Ивана Дубровина в селе Новоалексеевском городского округа Первоуральск Свердловской области. Работа длилась в течение трёх месяцев. Скульптор — Владимир Сырейщиков. Адрес: Троицкая площадь, 1/1 — 55°26′06″ с. ш. 65°21′18″ в. д.

### Церковь апостолов Петра и Павла (действует)
Первая деревянная церковь в селе Черёмуховском была построена по одним данным около 1705 года, по другим — в 1733 году. и освящена во имя Святых Первоверховных Апостолов Петра и Павла. По сведениям 1750 года в храме имелся придел в честь иконы Божией Матери «Знамение». Кроме основного здания в церкви имелась трапезная часть, а колокольня стояла отдельно от храма.
28 февраля (10 марта)  1780 года освящена новая деревянная церковь, выстроенная тщанием прихожан. Она также имела два престола: главный холодный во имя Апостолов Петра и Павла и в теплом приделе — во имя Казанской иконы Божией Матери. При храме имелась деревянная же колокольня, стоявшая в стороне от него. В середине 1830-х годов здание значится как очень ветхое, а колокольня из-за опасности падения в 1836 году была и вовсе упразднена.
В 1832 году прихожане приступили к устройству фундамента новой церкви. Строителем был крестьянин Аника Бородин, а главным мастером — екатеринбургский мещанин Григорий Алексеев. Проводившиеся на средства прихожан работы были закончены к 1837 году. 31 октября (12 ноября)  1837 года был освящён Богородице-Казанский престол, 29 июня (11 июля)  1839 года был освящён главный Петро-Павловский престол. Церковь оставалась действующей до 1932 года, а в 1935 году была закрыта Челябинским облисполкомом по ходатайству местных жителей. После этого здание долгое время использовалось под склад зерна, были утрачены колокола, утварь и иконостасы. В 1962 году Курганским облисполкомом было принято решение о разборке храма на строительные материалы, но решение не было приведено в исполнение. В нём была размещена машинно-тракторная станция, для чего в стене летнего храма был сделан большой пролом для въезда тракторов и другой сельхозтехники. Кроме того, помещение его было разделено сооружённым для этого перекрытием на два этажа.
В октябре 1989 года Петро-Павловская церковь была передана православной общине, в июле 1990 года, в день памяти Первоверховных Апостолов Петра и Павла, у стен полуразрушенного храма был совершён первый молебен. Первоначально необходимый ремонт был сделан только в трапезной части, где была восстановлена зимняя церковь, освящённая в честь Казанской иконы Божией Матери. Здесь в течение двадцати лет совершались все богослужения, а главный летний храм все эти годы стоял закрытым. К 2007 году там было разобрано устроенное в советское время междуэтажное перекрытие, заменена штукатурка, произведена настилка полов. Полностью разрушившийся свод алтаря был заменён на железобетонное перекрытие. Великое освящение храма во имя Святых Первоверховных Апостолов Петра и Павла было совершено 20 мая 2012 года Богородице-Казанский придел к этому времени был упразднён, в результате чего храм стал однопрестольным. Адрес: ул. Коммуны, 20 — 55°21′04″ с. ш. 65°15′25″ в. д.

### Собор Рождества Пресвятой Богородицы (сохранилась часть стен)

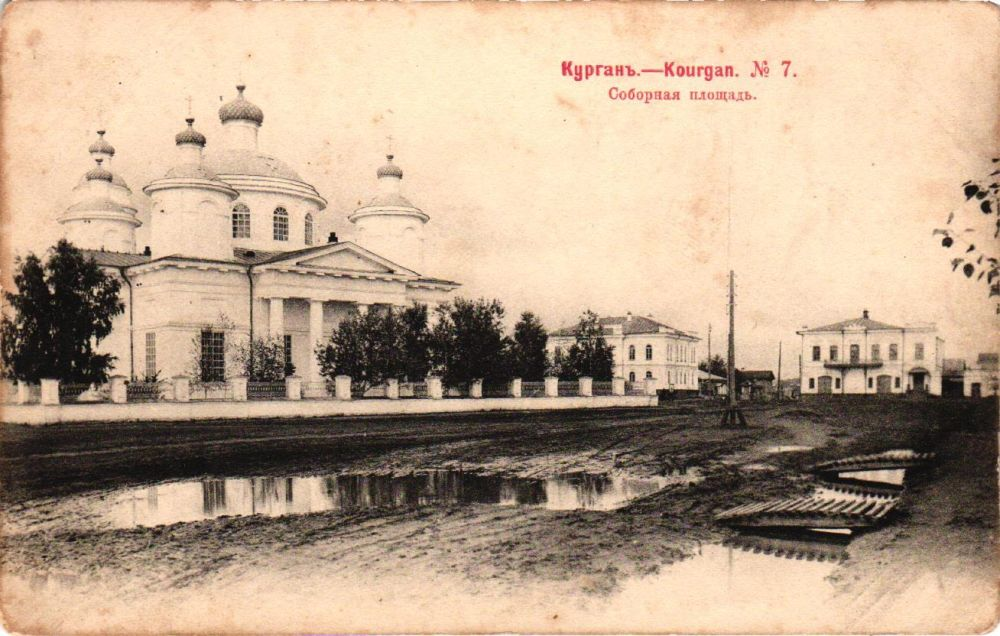
Собор Рождества Пресвятой Богородицы. Фото 1903 года.

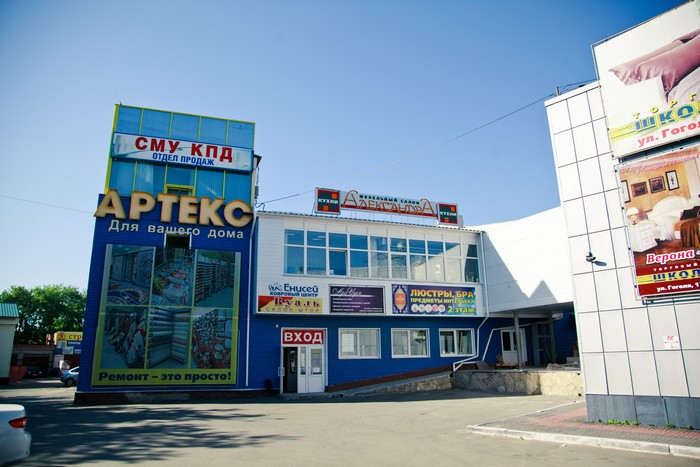
Фрагменты здания Богородице-Рождественского собора в здании магазина.

Собор Рождества Пресвятой Богородицы был заложен в 1836 году. Попечителями были исправник А. И. Дуранов и купец А. Д. Кузнецов. Место под строительство храма куплено у мещанки Дарьи Афанасьевны Осокиной за 115 рублей. В 1845 году выстроили и освятили летнюю, неотапливаемую часть храма в византийском стиле. Строительство тёплой части с одноярусной колокольней и приделами Симеона Богоприимца и во имя Святителя и Чудотворца Николая завершилось к 1868 году. В 1872 году на средства купцов В. Ф. Шветова и С. И. Березина по проекту частного архитектора Иванова была построена каменная ограда с чугунными решётками и тремя воротами.
В 1922 году собор стал местом пребывания обновленческого епархиального управления. С закрытием в январе 1935 года Богородице-Рождественского собора руководство Курганской обновленческой епархии обратилось к городским властям с ходатайством о совместном с «тихоновцами» пользовании Троицкой церковью и получило согласие. Здание собора и было передано артели «Культура», выпускавшей музыкальные инструменты, в основном балалайки. Тогда же начался снос куполов и перестройка здания. В годы Великой Отечественной войны артель была переориентирована на изготовление лыж и стала называться курганской лыжной фабрикой. 6 августа 1941 года в Курган прибыл эвакуированный из г. Черкассы Киевской области Черкасский завод общего машиностроения им. Г. И. Петровского, который 13 мая 1946 года переименован в Курганский завод деревообрабатывающих станков, а 11 января 2006 года ликвидирован, а помещения проданы под магазины. От бывшего собора после многочисленных перестроек оставалась лишь части стен самой храмовой части, включённые в стены магазина. Адрес: ул. Куйбышева, 36, стр. 5 — 55°25′55″ с. ш. 65°20′45″ в. д.

### Церковь во имя Преображения Господня (не сохранилась)

Тюремный замок и церковь во имя Преображения Господня. Фото 1892 года.

Домовая церковь во имя Преображения Господня была в курганском тюремном замке, построенном в 1853 году, имевшем 29 камер и рассчитанон на 100 человек. В 1856 году была оборудована молельная комната. Стряпчий И. Н. Немцов выступил инициатором постройки домовой церкви при курганской тюрьме и осуществил сбор пожертвований на переоборудование молельной в церковь. Для этого помещение было расширено, устроен алтарь. 23 декабря 1868 года (4 января 1869 года) состоялось освящение церкви. В 1895 году во дворе тюрьмы выстроена колокольня, в нижней этаже которой устроена часовня. В 1960 году здания тюремного замка были разрушены, а на их месте построены жилые дома (квадрат ул. Красина — ул. М. Горького — ул. Кирова — ул. Советская); на месте церкви — дом ул. Советская, 39.

### Церковь во имя Святого Великомученика Пантелеимона (не действует)

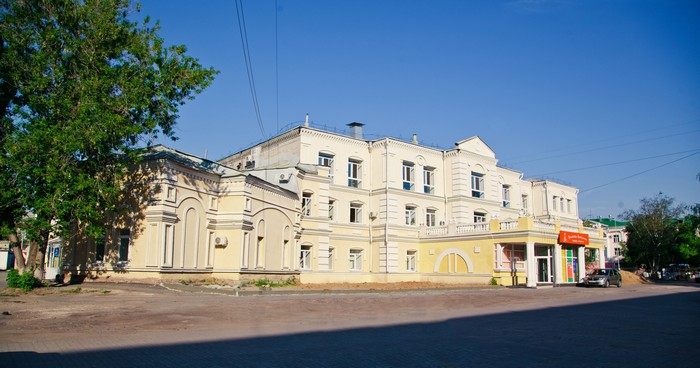
Спортивно-оздоровительный комплекс «Резиденция спорта», пристрой слева — бывшая церковь во имя Святого Великомученика Пантелеимона.

В 1879 году городской думой принято решение о строительстве новой городской больницы (здание дома А. Е. Розена требовало ремонта), в 1880 году городской голова Фёдор Васильевич Шишкин пожертвовал 2 тысячи рублей на устройство в строящейся больнице домовой церкви во имя Святого Великомученика Пантелеимона. 5 (17) марта 1884 года больница и церковь были освящены благочинным Андреем Тутолминым в присутствии протоирея Иоанна Волкова. В июле 1896 года больница переехала а здание передали под солдатские казармы гарнизона. В советское время в здании находилась областная поликлиника. Ныне здесь находится спортивно-оздоровительный комплекс «Резиденция спорта». Адрес: ул. Томина, 61 — 55°26′13″ с. ш. 65°20′13″ в. д.

### Александро-Невский кафедральный собор (действует)

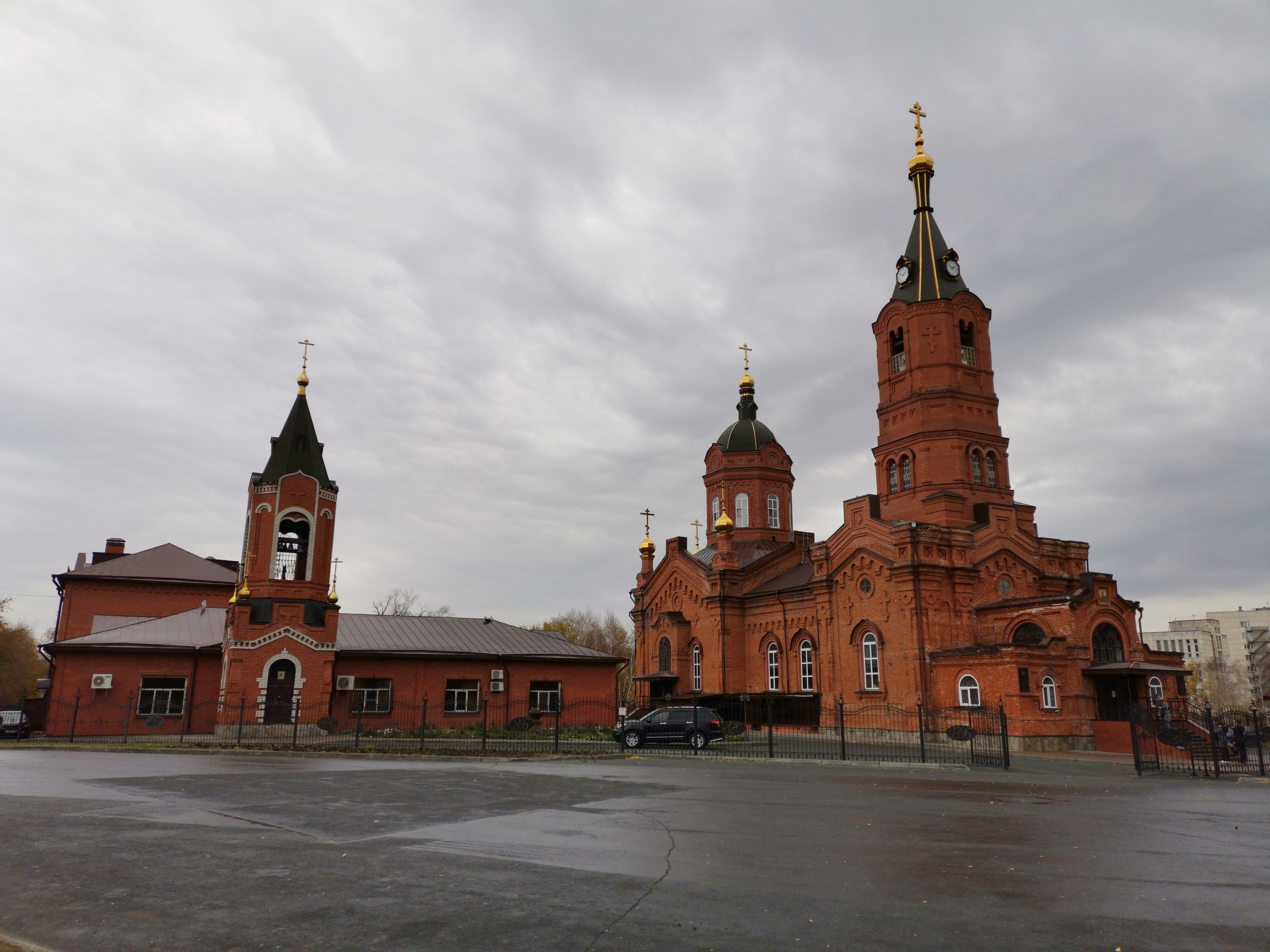
Александро-Невский собор.

Александро-Невский собор был заложен 2 (14) июня 1896 года посреди уже недействующего кладбища (ныне Городской сад имени В. И. Ленина) по проекту архитектора Николая Александровича Юшкова. Освящён 22 июня (5 июля)  1902 года во имя Александра Ярославича Невского.
23 октября 1929 года постановлением ВЦИК СССР церковь закрыта. В разное время в храме располагались музей местного края, с 1930 года — спортзал, позже — факультет механизации Высшей партийной сельскохозяйственной школы, вещевой склад 32-го лыжного полка и с 1951 года Курганский областной краеведческий музей. На территории алтаря с 1957 года располагался планетарий. Летом 1989 года принято решение о возвращении здания верующим, с декабря 1991 года началось возрождение храма. В 1993 году храм стал кафедральным собором. Адрес: ул. Володарского, 42 — 55°26′20″ с. ш. 65°20′33″ в. д.

### Церковь в честь Святого Прокопия Устюжского (не сохранилась)
По сведениям 1720 года в деревне Смолино уже существовала часовня в честь святого Прокопия Устюжского. Указом Тобольской духовной консистории от 11 (23) декабря 1852 года разрешено было обветшавшую часовню исправить, и в 1854 году деревянная часовня была обновлена. 12 (24) октября 1887 года Тобольская духовная консистория разрешила перестроить здание в церковь-школу.
В 1890 году часовня была перестроена. 5 (17) октября 1895 года церковь-школа была освящена. После освящения храм значился приписной церковью, состоящей при Курганском Троицком приходе. 27 апреля 1936 года собрание граждан во главе с председателем колхоза постановило церковь закрыть и переоборудовать под школу. 8 октября 1936 года храм был закрыт. В последний раз здание Прокопиевской церкви в посёлке Смолино упоминается в 1945 году как переоборудованное под школу. По некоторым сведениям в дальнейшем оно сгорело.

#### Свято-Духовская церковь (действует)

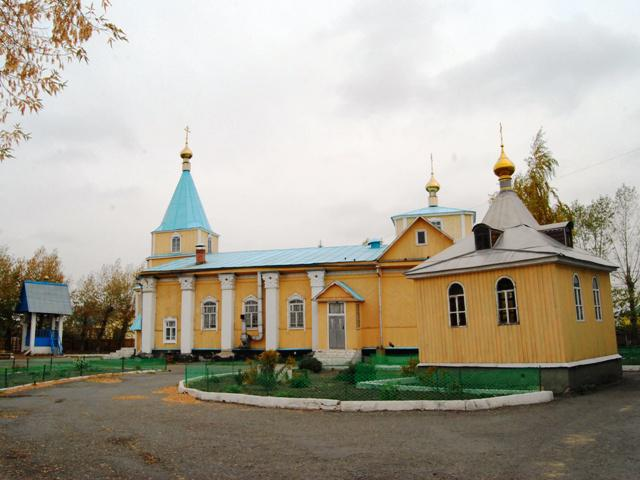
Свято-Духовская церковь.

В 1963 году на место сгоревшей церкви во имя Св. Прокопия Устюжского перевезли из Рябково крестильный дом площадью 68 м². и к нему сделали пристрой алтарной части. 25 апреля 1963 года власти официально зарегистрировали религиозное общество православных верующих молитвенного дома в посёлке Смолино города Кургана. Новый храм освятили в честь Святого Духа. Решением Курганского горисполкома от 15 июля 1974 года общине было разрешено возведение кирпичного пристроя с южной стороны молитвенного дома размерами 4 на 4 метра, в котором разместился второй престол. По данным официальных государственных органов, молитвенный дом в посёлке Смолино в обычные дни посещали 35-50 человек, а в большие религиозные праздники 150—250 человек. Адрес: пер. Малый, 12 — 55°25′42″ с. ш. 65°23′40″ в. д.

### Церковь Сошествия Святого Духа на апостолов (не сохранилась)

Церковь Сошествия Святого Духа на апостолов, Фото нач. 1960-х годов.

5 (17) августа 1897 года разрешено построить церковь-школу в деревне Рябково. Построена по проекту архитектора Николая Александровича Юшкова, освящена 1 (14) декабря 1902 года во имя Сошествия Святого Духа на апостолов. Деревянная одноэтажная однокупольная церковь на каменном фундаменте, с колокольней она была закрыта в 1933 году по решению Челябинского облисполкома и использовалась под зерносклад, клуб, школу. Распоряжением Совета Министров РСФСР от 1 октября 1956 года открыта вновь. В 1958 году отремонтирована. 17 октября 1962 года Курганский горисполком принял решение о закрытии и сносе церкви в связи с реконструкцией посёлка Рябково. В 1961 году рядом со зданием церкви был построен кинотеатр «Спутник» (ныне центр культуры и досуга). 24 января 1963 года решение о сносе было поддержано Курганским облисполкомом. Свято-Духовский храм был разобран, из оставшихся от разборки материалов был построен жилой дом. Церковная утварь и иконы перенесены в новый молитвенный дом в пос. Смолино, построенный из перевезённой из Рябково крестильни.

#### Церковь Пантелеимона Целителя (действует)
В начале 2000-х годов, севернее места расположения разобранной церкви Сошествия Святого Духа на апостолов была построена временная церковь во имя Святого Великомученика и Целителя Пантелеимона. Здание представляло собой железнодорожный вагон, обложенный красным кирпичом и увенчанный куполом с крестом, внутри имелся небогатый иконостас, вокруг устроена кирпичная с железными решётками ограда.
5 июня 2012 года был совершён чин освящения закладного камня нового храма в честь Великомученика и Целителя Пантелеимона. В Вербное воскресенье 2013 года новый храм был освящён. В нём два престола: верхний — в честь великомученика и целителя Пантелеимона и нижний, крестильный, в честь святого великомученика Георгия Победоносца. Адрес: ул. Анфиногенова, 57а — 55°29′21″ с. ш. 65°18′57″ в. д.

### Церковь во имя Апостола Евангелиста Иоанна Богослова (не действует)

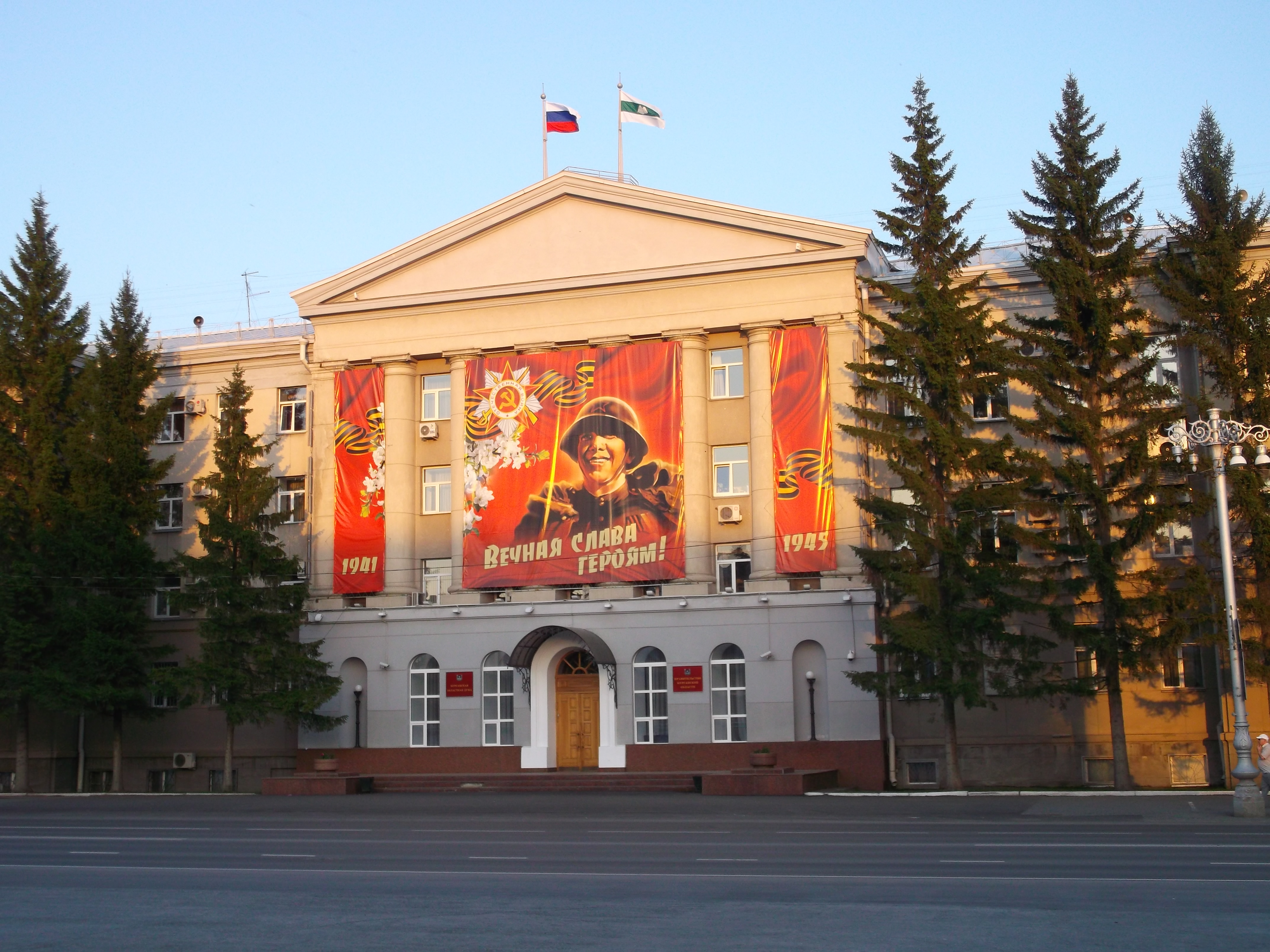
Правительство Курганской области и Курганская областная Дума, ранее в здании была церковь во имя Апостола Евангелиста Иоанна Богослова.

Домовая церковь во им Апостола Евангелиста Иоанна Богослова была в здании Курганского духовного училища. Здание на Конной площади было заложено 8 (21) мая 1904 года, открыто 24 сентября (7 октября)  1905 года. Церковь на 250 молящихся помещалась в верхнем третьем этаже в средней части здания. В 1918 году было закрыто училище. Здание последовательно занимали воинские подразделения и штаб армий адмирала Колчака, затем школа второй ступени, высшая сельскохозяйственная школа и сельскохозяйственный техникум, с лета 1941 года — эвакогоспиталь № 1729. В феврале 1943 года задние передано Курганскому обкому ВКП(б). Ныне в здании находится Правительство Курганской области и Курганская областная Дума. Адрес: ул. Гоголя, 56 — 55°26′24″ с. ш. 65°20′32″ в. д.

### Церковь во имя Святой Живоначальной Троицы (не сохранилась)

Церковь во имя Святой Живоначальной Троицы. Фото 1912 года.

В 1907 году было получено разрешение строить церковь во имя Святой Живоначальной Святой Живоначальной Троицы в деревне Курганской. В 1926 году церковь продолжала действовать, верующих при ней было 654 человека. Ныне деревня Курганка не существует, была в западной части посёлка Энергетиков.

### Церковь Иоанна, митрополита Тобольского (не сохранилась)
3 (16) января 1917 года разрешено сооружение в строящемся в деревне Мало-Чаусовой приюте для беспризорных сирот сельского состояния церкви-школы с престолом во имя святителя Иоанна, Митрополита Тобольского и всея Сибири. Церковь была окончательно устроена к сентябрю 1918 года. 20 мая (2 июня)  1919 года было освящение домового храма при приюте для малолетних сирот — детей воинов, погибших на войне или потерявших трудоспособность от ран и увечий. Храм не сохранился.

### Церковь Иоанна Предтечи (действует)
На первом этаже административного корпуса Архиерейского подворья в посёлке Смолино, постройки 1970-х годов находится крестильная церковь Иоанна Предтечи. Устроена в 1990-х гожах. Адрес: пер. Малый, 12/1 — 55°25′42″ с. ш. 65°23′38″ в. д.

### Церковь Рождества Христова (действует)
В 1994 году создан приход в честь Святого Богоявления Господня. Первое богослужение в арендуемом помещении клуба Продольного водопровода отделения Южно-Уральской железной дороги состоялось на Вселенскую Троицкую родительскую субботу 14 июня 1997 года. Здание клуба было переоборудовано под церковь и освящено архиерейским чином 18 января 1999 года. После постройки в 2015 году Богоявленского собора церковь стала называться в честь Рождества Христова. Адрес: ул. Пушкина, 2а — 55°25′52″ с. ш. 65°18′40″ в. д.

### Церковь Святой Троицы (действует)
В декабре 1999 года в посёлке Энергетиков была зарегистрирована религиозная община — Свято-Троицкий приход. В 2005 году Администрацией города Кургана под храм передано отдельно стоящее одноэтажное здание бывшего рентгенкабинета. В апреле 2006 года была проведена первая Литургия в храме. Адрес: ул. Техническая, 10 — 55°25′12″ с. ш. 65°14′58″ в. д.

### Церковь Святых Равноапостольных Кирилла и Мефодия (действует)
5 мая 2000 года в Заозёрном жилом массиве был создан православный приход Святых Равноапостольных Кирилла и Мефодия. В октябре 2002 года под временный храм приходу был отдан старый железнодорожный вагон, который вскоре подожгли недоброжелатели. В течение 5 месяцев производили реконструкцию внутри вагона, готовили временное помещение для храма, с начала марта 2003 года в храме совершаются богослужения. К югу от храма строится церковь Покрова Пресвятой Богородицы, службы этого прихода совершаются в существующем храме. Адрес: 2-й микрорайон, 11 — 55°27′53″ с. ш. 65°15′46″ в. д.

### Церковь Рождества Николая Чудотворца (действует)
Осенью 2001 года начато строительство деревянной Свято-Никольской часовни на участке парка Победы (бывшее кладбище), принадлежавшем курганской областной общественной организации «Ветераны Афганистана». В ходе строительства решили освятить часовню в честь Святителя Николая, потому что в июне 2001 года состоялся первый крестный ход из Кургана до села Утятское с чудотворным образом этого святого. В сентябре 2002 года возвели купол, освятили часовню. В 2015 году к часовне пристроили алтарь, украсивший первоначальный архитектурный облик, и часовня стала храмом в честь Рождества святителя Николая Чудотворца. Рядом с храмом находится камень-памятник погибшим при исполнении интернационального долга в Афганистане. Адрес: ул. 9 Января, 11 — 55°25′58″ с. ш. 65°19′07″ в. д.

### Спасо-Преображенская церковь (действует)
23 августа 2005 года зарегистрирован приход Преображения Господня. В посёлке Тёплый Стан был сперва построен временный храм. В новом храме 5 августа, 2021 года прошла первая архиерейская литургия. Адрес: ул. 2-я Пограничная, 54/1 — 55°23′27″ с. ш. 65°25′32″ в. д.

### Церковь Луки, архиепископа Крымского (действует)
Домовая церковь в Курганском областном госпитале для ветеранов войн им. 50-летия Победы в посёлке Рябково была освящён малым освящением 5 октября 2005 года во имя святителя Луки (Войно-Ясенецкого), исповедника, архиепископа Симферопольского и Крымского. Адрес: ул. Перова, 59 — 55°30′00″ с. ш. 65°19′24″ в. д.

### Церковь Благовещения Пресвятой Богородицы (действует)
Приход Благовещения Пресвятой Богородицы был зарегистрирован 10 марта 2006 года. Для храма взято в аренду пустующее здание, пристроенное к пятиэтажному жилому дому, в котором было отделение ОАО «Сбербанк России» и кафе. Адрес: ул. Достоевского, 57 — 55°27′37″ с. ш. 65°22′27″ в. д.

### Богоявленский собор (действует)

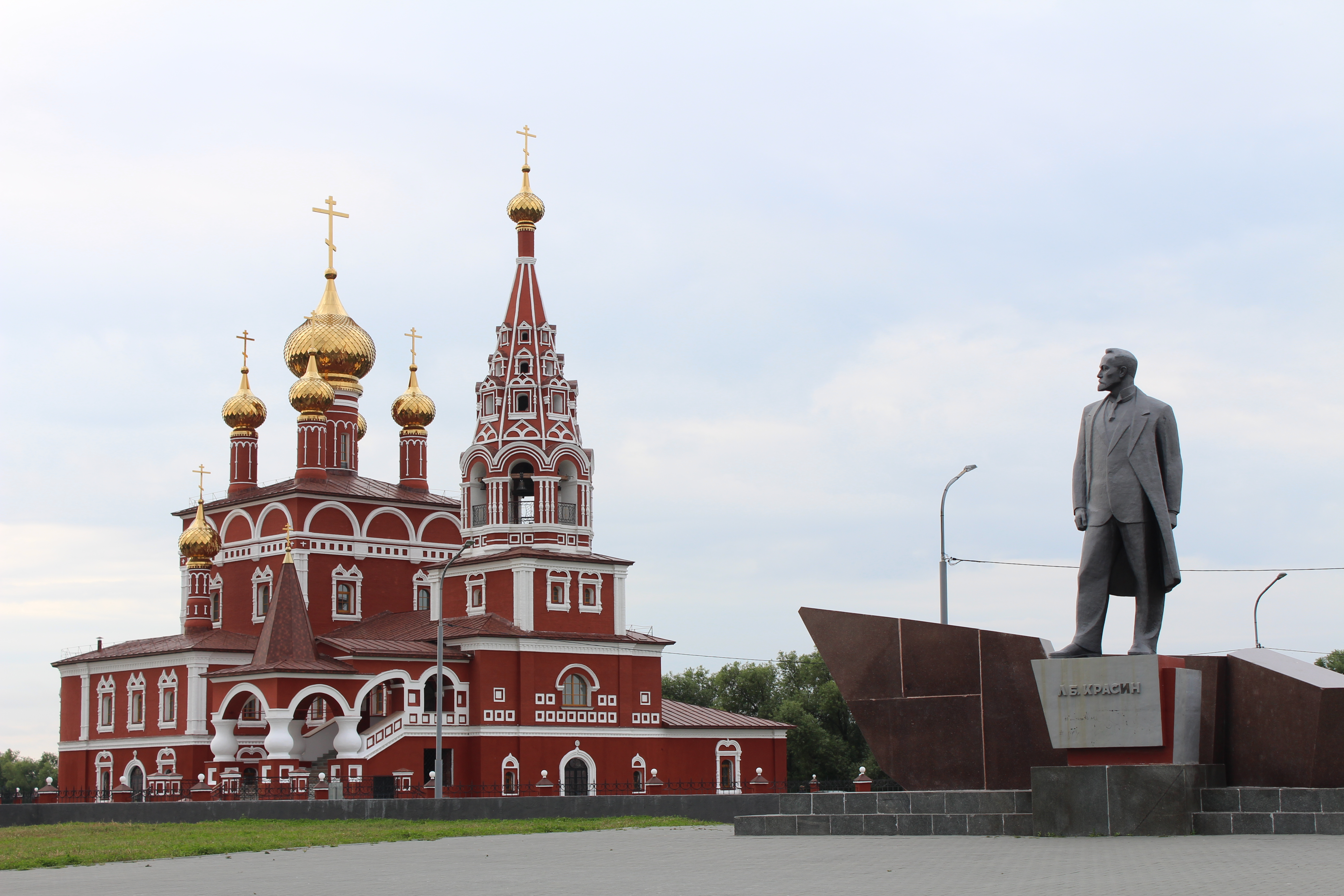
Богоявленский собор.

2 ноября 2008 года был совершён Чин закладки камня в основание будущего храма. Его прообразом является церковь Рождества Иоанна Предтечи, расположенная в городе Угличе. Храм трёхпридельный, с шатровой колокольней и высоким церковным крыльцом. 27 марта 2011 года совершено освящение престола в возведённой придельной части Богоявленского храма в честь святых князей Петра и Февронии Муромских. К концу 2011 года было завершено возведение первого этажа храма. В 2011 году во время избирательной кампании кандидат в депутаты Государственной Думы VI созыва Владимир Ростиславович Мединский побывал на строительстве храма и пожертвовал 750 тысяч рублей личных средств. 31 октября 2014 года был совершён чин освящения новосооруженных крестов, куполов и колоколов для строящегося храма. 25 января 2015 года состоялось освящение центрального престола храма во имя Богоявления Господня. 25 августа 2017 года собор посетил Патриарх Московский и всея Руси Кирилл. Рядом с собором находится Памятник Леониду Красину, открытый 1 сентября 1978 года. Адрес: ул. Климова, 3 — 55°25′44″ с. ш. 65°20′26″ в. д.

### Церковь Порт-Артурской иконы Божией Матери «Торжество Пресвятой Богородицы» (действует)

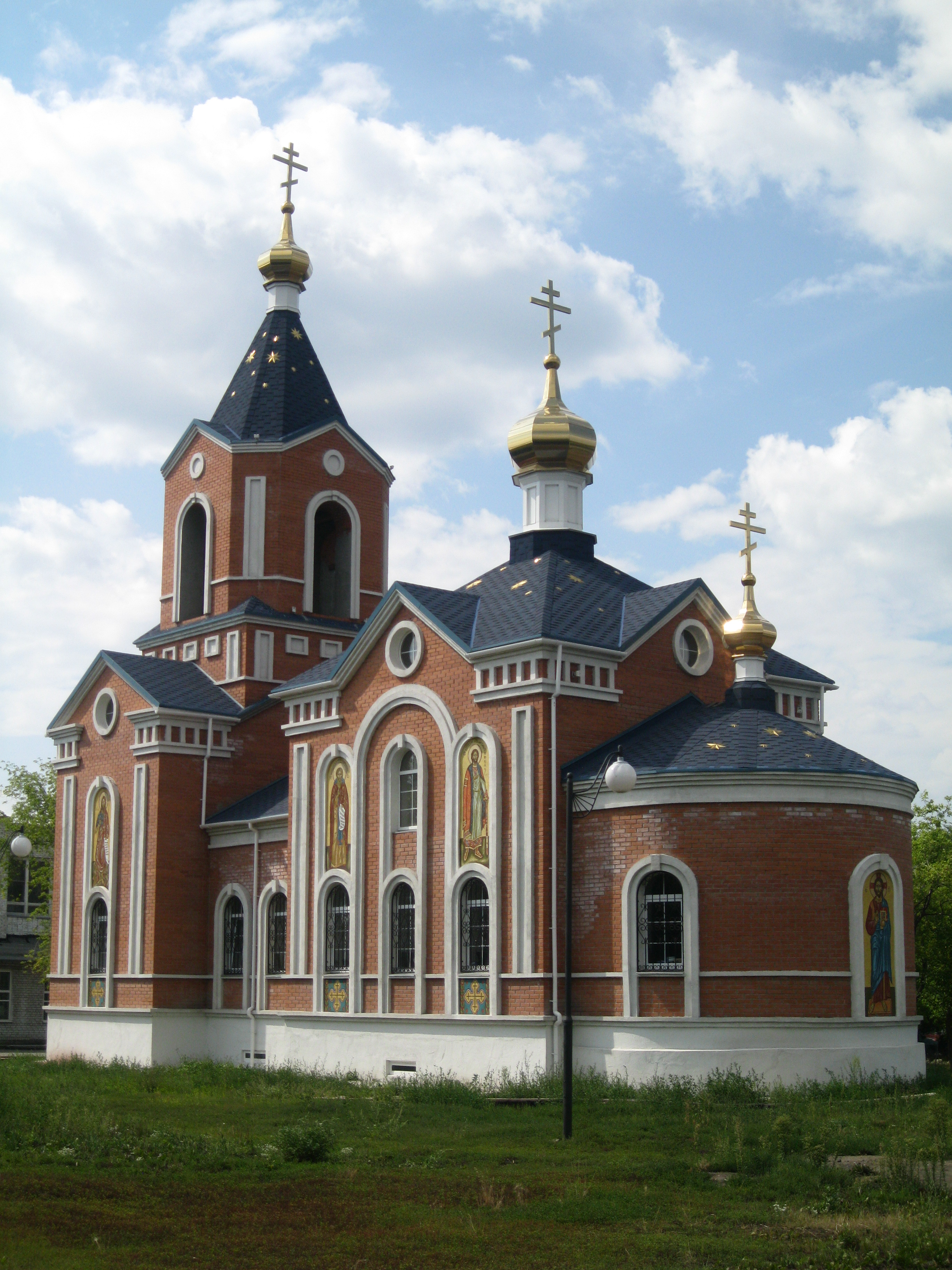
Церковь Порт-Артурской иконы Божией Матери.

13 сентября 2010 года состоялось освящение куполов и крестов, которые прибыли из Челябинской области. Первое богослужение в храме Порт-Артурской иконы Божией Матери «Торжество Пресвятой Богородицы» состоялось в Вербное воскресенье 2012 года. Храм находится на территории АО "НПО «Курганприбор», рядом с храмом в 2007 году установлен бюст Александра Ярославича Невского. Адрес: ул. Ястржембского, 41б — 55°27′20″ с. ш. 65°19′22″ в. д.

### Церковь великомученика Георгия Победоносца (действует)
Храм Великомученика и Победоносца Георгия в посёлке Увал заложен 4 октября 1995 года. Проект разрабатывал архитектор Вадим Скобелев. 21 июня 2001 года было малое освящение храма, а 6 мая 2012 года, в день памяти святого великомученика Георгия Победоносца, совершено великое освящение. Рядом с храмом находится памятник курганцам — Героям Советского Союза, открытый в июне 1995 года. Адрес: ул. Трактовая, 65 — 55°22′40″ с. ш. 65°23′19″ в. д.

### Церковь в честь иконы Божией Матери «Всецарица» (действует)
В апреле 2009 года по инициативе главного врача Курганского областного онкологического диспансера Тамары Ивановны Сиротской и строителя-мецената Н. М. Комогорова было принято решение о строительстве храма-часовни в честь иконы Божией Матери «Всецарица» в посёлке Рябково, рядом с диспансером. 27 апреля 2009 года было совершён чин на основание церкви и установлен Крест на месте будущего строительства. Весной 2009 года совершена закладка фундамента. Летом 2014 года строительство было завершено, освящены и водружены на шатёр храма-часовни купол и крест. 3 декабря 2015 года, в канун праздника Введения во храм Пресвятой Богородицы, в храме совершена первая литургия. 31 августа 2016 года совершён чин великого освящения храма. Адрес: ул. Карбышева, 33г — 55°29′58″ с. ш. 65°18′30″ в. д.

### Церковь Серафима Саровского (действует)
Весной 2011 года совершена закладка деревянной церкви в честь преподобного Серафима Саровского. Освящение храма состоялось 17 февраля 2013 года. Адрес: ул. Гоголя , 130 — 55°27′08″ с. ш. 65°22′02″ в. д.

### Церковь иконы Божией Матери «Державная» (действует)
Приход в честь Державной иконы Божией Матери с 2017 года располагается в приспособленном помещении в посёлке Вороновка. Строительство капитального здания запланировано. Адрес: ул. Урожайная, 147а, стр. 1 — 55°28′00″ с. ш. 65°25′18″ в. д.

### Церковь Рождества Богородицы (действует)
Церковь Рождества Пресвятой Богородицы в 1-м микрорайоне Заозёрного жилого массива. В 2007 году было выделено место для строительства храма. 5 августа 2015 года совершён чин освящения закладки нового храма. 5 ноября 2018 совершён чин освящения надкупольных крестов и в этот же день кресты были установлены на свои места. Первое архиерейское богослужение состоялось 21 ноября 2023 года.  10 июля 2025 года митрополит Даниил совершил чин великого освящения храма. Адрес: ул. Мостостроителей, 6б — 55°28′07″ с. ш. 65°15′04″ в. д.

### Церковь блаженной Матроны Московской (строится)
15 августа 2016 года в посёлке Глинки заложен храм в честь блаженной Матроны Московской. В конце августа 2018 года проведено собрание на котором приняли решение строить не деревянный храм, а кирпичный. В апреле 2019 года привезли часовню на место строительства храма. Адрес: ул. Сибирская, 1б — 55°26′41″ с. ш. 65°27′07″ в. д.

### Церковь Покрова Пресвятой Богородицы (строится)
Церковь Покрова Пресвятой Богородицы строится в Заозёрном жилом массиве к югу от храма Святых Равноапостольных Кирилла и Мефодия, в котором проходят службы этого прихода. Адрес: 2-й микрорайон, 11 — 55°27′52″ с. ш. 65°15′49″ в. д.

### Часовня Троицы Живоначальной (не сохранилась)

Часовня Троицы Живоначальной в деревне Курганской.

В документах о ней говорится следующее: «Часовня в 1854 году вновь исправлена, прочная. Когда и кем она построена, неизвестно. Богослужение совершается трижды в год: в день Пятидесятницы, 9 мая и 6 декабря». Часовня была невысокая и деревянная. Была в деревне Курганской (была в западной части посёлка Энергетиков). Не сохранилась.

### Часовня на переселенческом пункте (не сохранилась)
Часовня на переселенческом пункте была построена приблизительно между 1893 и 1910 годами. Была расположена в районе ул. Карельцева — ул. Пушкина — ул. 9 января. Не сохранилась.

### Часовня Александра Невского (действует)
Между 1988 и 1992 годом на территории Архиерейского подворья в посёлке Смолино была построена деревянная, на каменном фундаменте часовня Александра Невского. Здание имеет кубический объём под изломанной четырёхскатной крышей. Адрес: пер. Малый, 12 — 55°25′42″ с. ш. 65°23′40″ в. д.

### Часовня иконы Божией Матери «Неопалимая Купина» (действует)
22 февраля 2009 года в посёлке Рябково был освящён и заложен фундамент часовни. 4 мая 2009 года а день 360-летия со дня образования пожарной охраны России на территории пожарной части № 3 государственного учреждения «7 отряд федеральной противопожарной службы» по Курганской области состоялось освящение и открытие часовни в честь иконы Божьей Матери «Неопалимая Купина». Адрес: просп. Машиностроителей, 42а — 55°29′05″ с. ш. 65°18′56″ в. д.

### Часовня Троицы Живоначальной (перевезена за пределы города)
Около 2009 года при въезде на Зайковское кладбище была установлена часовня в честь Троицы. 14 мая 2022 года в селе Большое Чаусово Кетовского муниципального округа началось возведение часовни Святых Царственных Страстотерпцев. В епархии было принято решение перевезти часовню с Зайковского кладбища для использования в приходе села Большое Чаусово. Часовню полностью разобрали, перевезли и собрали на новом месте.

### Часовня Николая Чудотворца (действует)
24 мая 2012 года было начато и 19 июля 2013 года завершено строительство и состоялось освящение часовни Николая Чудотворца. Построена в память генерального директора ЗАО «Курганстальмост» Николая Васильевича Парышева (24 мая 1952 — 17 июля 2008) на территории завода. Адрес: ул. Загородная, 3 — 55°29′00″ с. ш. 65°13′13″ в. д.

### Часовня блаженной Матроны Московской (действует)
В апреле 2019 года привезли часовню на место строительства храма блаженной Матроны Московской в посёлке Глинки. С июня 2019 года там проводятся молебны. Адрес: ул. Сибирская, 1б — 55°26′42″ с. ш. 65°27′06″ в. д.

## Украинская православная церковь Киевского патриархата / Катакомбная церковь

### Курганский православный приход в честь Святой Троицы (закрыт)
23 февраля 1995 года Варух (Тищенков) хиротонисан (рукоположен) во епископа Тобольского и Енисейского Сибирской митрополии Украинской православной церкви Киевского патриархата. 13 ноября 1996 года мэр города Кургана А. Ф. Ельчанинов издал распоряжение «О регистрации устава ассоциации приходов Истинно Православной Церкви Сибирской Митрополии Киевского патриархата». Варухом был построен храм в честь Святой Троицы около нового Рябковского кладбища. Храм трижды горел. Решением Синода Украинской православной церкви Киевского патриархата от 17 марта 2011 года архиепископ Варух был исключён из состава Украинской православной церкви Киевского патриархата. В феврале 2012 года Варух Тищенков влился во вновь созданную Российскую Истинно Православную Церковь Патриарха Московского и всея России Иоасафа III (Дубинина) (Российская Истинно Православная Церковь получила самостоятельность в управлении от Истинно-Православной Церкви Греции и Диаспоры 19 февраля 2012 года). Варух был возведён в сан митрополита Тобольского и Енисейского. В 2017 году Арбитражный суд Курганской области признал права собственности на здание часовни за религиозной организацией «Курганский православный приход в честь Святой Троицы», хотя мэрия Кургана пыталась обязать приход снести постройку как самовольную. 8 декабря 2021 года Местная религиозная организация «Курганский православный приход в честь Святой Троицы» ликвидирована по решению суда. Адрес: ул. Черняховского, 193 — 55°30′13″ с. ш. 65°21′04″ в. д.

## Старообрядчество

### Часовня в деревне Мало-Чаусова (не сохранилась)
По сведениям 1851 года в деревне Мало-Чаусова действовала старообрядческая часовня, при которой значилось старообрядцев мужского пола — 7, женского пола — 3 человека. В честь какого святого или праздника она была устроена неизвестно. Не сохранилась.

## Древлеправославная поморская церковь

### Моленная Покрова Пресвятой Богородицы (действует)

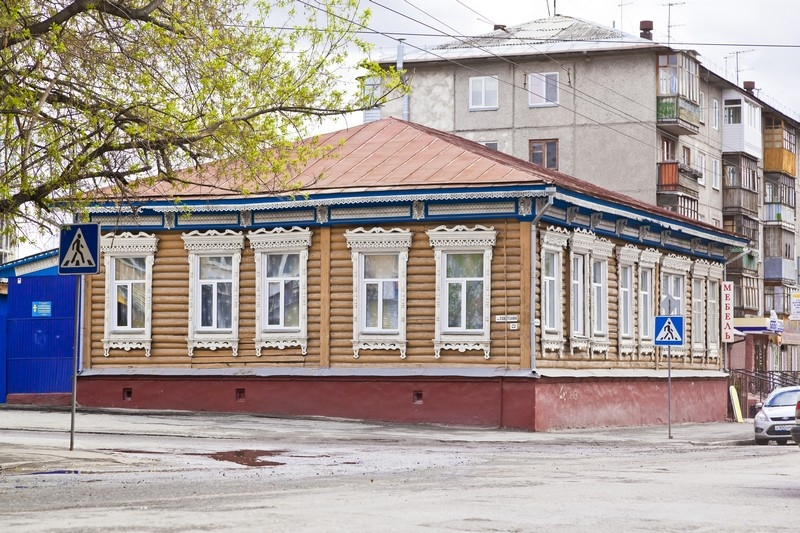
Моленная Покрова Пресвятой Богородицы.

Моленная Покрова Пресвятой Богородицы Древлеправославной поморской церкви находится в выявленном объекте культурного наследия. Первым известным владельцем усадьбы был в 1909 году Фёдор Фёдорович Мельников. Затем владельцем стал врач и заведующий городской больницей Георгий Петрович Шубский, который в 1918 году занял пост городского головы. В 1972 году зарегистрирована община Древлеправославной поморской церкви. В 1995 году здание передали общине. В 2012 году там так же была фирма «Колби-мебель». Адрес: ул. Советская, 22 / ул. Красина, 42 — 55°25′52″ с. ш. 65°20′19″ в. д.

## Римско-католическая церковь

### Костёл Божией Матери Неустанной Помощи (не сохранился)

Костёл Божией Матери Неустанной Помощи.

12 (25) июля 1900 года на заседании Курганской городской Думы рассматривалось прошение о постройке костёла. Решение о продаже земли Курганской думой было принято, и после согласования с МВД и Тобольским губернатором в 1902 году вступило в силу. 26 февраля (11 марта)  1902 года был составлен проект купчей о продаже Общине римско-католического исповедания пустопорожнего места земли на углу Запольной улицы и Телеграфного переулка (ныне ул. Урицкого — ул. Красина, магазин «Товарищество предпринимателей»). Поскольку колокольня сначала не была предусмотрена, над фронтоном костела была выстроена башенка, куда поместили один колокол в два пуда весом. В 1914 году была спроектирована колокольня и в 1915 году построена. На нее поместили колокол весом в 14 пудов. Костел имел два престола: главный — во имя Божьей матери и боковой — во имя Св. Антония, где стояла его гипсовая статуя. Орган заменяла фисгармония. Костел существовал до 1927 года, в дальнейшем там размещались курсы ОСОАВИАХИМа и общежитие медицинского училища. Здание было деревянное на кирпичном фундаменте, 19,5 аршин длиной и 12 с тремя четвертями аршин шириной, высота 7 аршин 3 вершка, (14,4 м х 9,36 м х 5,16 м). В 1970-е годы здание было снесено.

### Община (действует)
4 марта 1998 года была зарегистрирована Местная религиозная организация Приход Божьей Матери Неустанной Помощи Римско-католической церкви в г. Кургане. Адрес: ул. Рихарда Зорге, д. 15, кв.90 — 55°26′05″ с. ш. 65°18′52″ в. д.

## Лютеранство

### Кирха (не сохранилась)
В 1907 году в городскую Думу обратилось Евангельско-лютеранское общество с просьбой уступить ему усадебное место под постройку молитвенного дома. 4 апреля 1907 г. дума согласилась выделить бесплатно 300 квадр. саженей на углу Дворянской улицы и Телеграфного переулка (Советская и Красина). Переговоры тянулись до 1913 года, потому что земля предлагалась в одном квартале с тюремным замком, место это было занято складом дров для тюрьмы и другими хозяйственными постройками. Тюремное ведомство считало эту землю своей собственностью на правах давности владения и добилось того, чтобы под кирху отвели новое место на углу Гоголевской улицы и Компанейского переулка (Гоголя и 1-я Заводская). Здание кирхи было прямоугольное, длиной 15 м, шириной 6 м, высота колокольни 13 м, деревянное, на каменном фундаменте, архитектор Н. А. Юшков. 24 июля (6 августа)  1915 года состоялось освящение кирхи. При кирхе был создан церковный хор, а богослужение велось на немецком, латышском и эстонском языках. 6 июня 1921 года было описано и изъято имущество кирхи.

## Адвентисты седьмого дня

### Община (действует)
Религиозная организация Поместная церковь (община) христиан адвентистов седьмого дня города Кургана зарегистрирована 31 мая 1999 года. Адрес: ул. Демьяна Бедного, 15 / ул. Сеченова, 18 — 55°29′26″ с. ш. 65°17′50″ в. д.

## Евангельские христиане-баптисты

### Слово жизни (действует)
Религиозная организация евангельских христиан-баптистов Церковь «Слово Жизни» города Кургана зарегистрирована 7 декабря 2000 года. Адрес: ул. Тараса Шевченко, 7 — 55°27′46″ с. ш. 65°25′18″ в. д.

### Свет Истины (закрыт)
Религиозная организация Курганский центр «Духовное Возрождение» евангельских христиан-баптистов зарегистрирована 27 марта 2001 года. Организация ликвидирована 19 января 2022 года. Адрес: ул. Лермонтова, 8а — 55°26′33″ с. ш. 65°17′59″ в. д.

## Христиане веры евангельской

### Миссия «Эммануил» (действует)
Религиозная организация Миссия христиан веры евангельской «Эммануил» г. Кургана зарегистрирована 28 января 1993 года. Адрес: просп. Машиностроителей, 38 — 55°28′32″ с. ш. 65°19′22″ в. д.

### Церковь Жатвы (действует)
Курганская местная религиозная организация христиан веры евангельской «Церковь Жатвы» зарегистрирована 2 февраля 1999 года. Адрес: ул Техническая, 8 — 55°25′11″ с. ш. 65°14′53″ в. д.

### Краеугольный Камень (действует)
Местная религиозная организация Церковь христиан веры евангельской (Пятидесятников) «Краеугольный Камень» города Кургана зарегистрирована 22 марта 2011 года. Собрания проводят в Доме союзов. Адрес: ул Красина, 53 — 55°26′09″ с. ш. 65°19′50″ в. д.

## Церковь Иисуса Христа Святых последних дней («Мормоны»)

### Община (действует)
Местная религиозная организация церкви Иисуса Христа Святых последних дней в г. Кургане зарегистрирована 13 июля 1999 года. Адрес: ул Сухэ-Батора, 6а — 55°25′57″ с. ш. 65°18′27″ в. д.

## Свидетели Иеговы

### Община (закрыта)
Местная религиозная организация Свидетелей Иеговы в городе Кургане зарегистрирована 28 июня 1996 года, ликвидирована 11 мая 2017 года.

## Ислам

### Мечеть (не сохранилась)

Управление промкооперации Курганской области (бывшая мечеть).

В 1910 году для строительства мечети Амрофзан Галлеев пожертвовал полукаменный двухэтажный дом, в нижнем этаже которого предполагалось устроить медресе при квартире муллы. В верхнем этаже должна быть непосредственно мечеть, с помещением для михраба. Доверенный курганских татар Насретдин Шагабетдинов ездил в Тобольск, где представил проект мечети в Строительное отделение Тобольского губернского управления. Но проект был отклонен. Тогда верующие сговорились с купцом Семёном Терентьевичем Зайцевым на аренду его дома на углу Скобелевской улицы и Думского переулка (К. Маркса — Комсомольская) каменного, одноэтажного, с подвальным помещением, но власти и в этом доме отказали. Впоследствии удалось договориться, что для мечети больше подходит дом Галеева. Построили на крыше минарет. Соседи Галеева написали прошение исправнику, что в случае пожара от высокого минарета искры могут улететь за целый квартал и им угрожает опасность. 18 сентября (1 октября)  1912 года готовую мечеть осмотрели чиновники городской управы и дали разрешение на открытие. После закрытия мечети в советское время в этом здании была татаро-башкирская школа, а с 1939 года — школа переростков. В 1941 году школу закрыли. После войны здесь разместилось Управление промкооперации Курганской области. В 1962 году здание пришло в аварийное состояние и стало непригодным для эксплуатации и было полностью разобрано. Мечеть была расположена в районе перекрёстка ул. Карла Маркса и ул. Пичугина, где ныне Дворец культуры машиностроителей.

### Курганская соборная мечеть (действует)

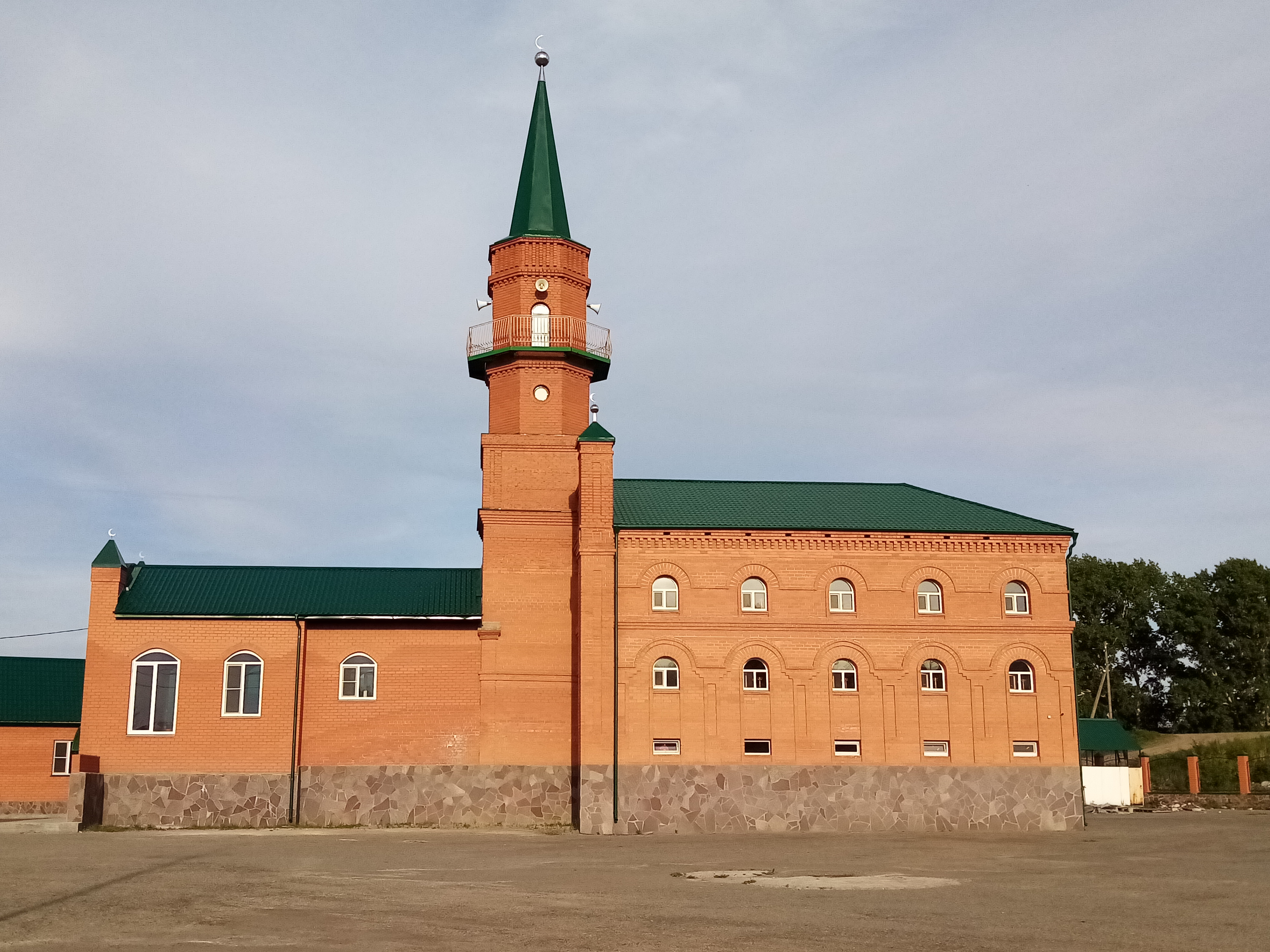
Курганская соборная мечеть.

15 июля 2000 года к югу от Молодёжного сквера состоялась закладка фундамента здания мечети. В 2008 году в цокольном этаже начали проводиться джума-намазы. Адрес: ул. Сибирская, 2а — 55°26′16″ с. ш. 65°21′50″ в. д.

## Иудаизм

### Синагога (не сохранилась)
В феврале 1913 года курганский мещанин, учитель музыки, Хонон Моисеевич Коробченко направил в Строительное отделение прошение на постройку синагоги. Он предлагал построить на собственной усадьбе, которая была расположена на углу Скобелевской улицы и Троицкого переулка (К. Маркса — Ленина), деревянный дом на каменном фундаменте, с хорами, для совершения в нем молитвенных обрядов. Дом выстроили двухэтажный, фасад и вход были со Скобелевской улицы, на крыше два небольших шпиля. Синагогу закрыли в 1929 году. Здание было перенесено в послевоенные годы, при застройке улицы Ленина, на улицу Береговую.

### Община (действует)
Местная религиозная организация ортодоксального иудаизма «Еврейская община города Кургана» зарегистрирована 23 мая 2001 года. Адрес: ул. Максима Горького, 35 — 55°26′02″ с. ш. 65°20′20″ в. д.

## Международное общество сознания Кришны

### Центр ведической культуры (действует)
Религиозная организация Курганское общество Сознания Кришны зарегистрирована 2 ноября 2000 года. В сентябре 2017 года открылся Центр ведической культуры. Адрес: ул. Савельева, 30/1 — 55°26′32″ с. ш. 65°21′44″ в. д.